# Filosofie existențială
Termenul de Filosofie existențială, (în limba germană: ,,Existenzphilosophie"), a fost introdus de Fritz Heinemann în 1929 în cartea sa ,,Neue Wege der Philosophie. Geist, Leben, Existenz" (,,Noi căi în Filosofie. Spirit, Viață, Existență") pentru a descrie suma tuturor mișcărilor și curentelor din filosofie, care au ca obiect problema existenței umane. Datorită marii diversități a concepțiilor care pot fi puse în legătură cu filosofia existențială, nu este posibilă elaborarea unei definiții globale a acestui termen. Noțiunea însăși permite totuși restrângerea problemei la unele teme comune. Pe prim plan stă preocuparea asupra existenței concrete a individului și asupra problemelor ce rezultă din subiectivitatea și conștiința de sine a omului.

## Introducere
Primul gânditor care a expus unele idei ale filosofiei existențiale a fost reprezentantul scepticismului religios, Blaise Pascal, deja în cursul secolului al XVII-lea. Pascal se opunea raționalismului strict al lui Descartes și categorisea drept arogantă pretenția filosofiei teoretice de a da o explicație existenței omului și a lui Dumnezeu.Ca întemeietori ai filosofiei existențiale moderne sunt considerați Soeren Kierkegaard și Friedrich Nietzsche. Kierkegaard constata că cel mai important bun al individului este recunoașterea propriei și unicei sale determinări. Omul ar trebui să descopere acel adevăr valabil pentru el însuși, respectiv acea idee pentru care trăiește și moare. Împotriva credinței clasice a unui concept universal asupra ,,binelui" și ,,răului", pentru Kierkegaard nu există o bază rațională pentru luarea unei decizii morale. Nietzsche radicalizează mai departe ideea alegerii libere a existenței și conclude că fiecare individ, într-un proces de reconsiderare a tuturor valorilor, trebuie să decidă singur ceea ce este moral sau nu.

## Temele fiolosofiei existențiale
Cele mai frecvente teme întâlnite se referă la subiectivitatea omului, precum și la problema fundamentală a alegerii individuale a existenței, care se manifestă de cele mai multe ori sub forma trăirii sentimentului de anxietate (Angst).

### Subiectivitate
Filosofii existențiali preiau ideea lui Kierkegaard cu privire la morala individuală și la personificarea adevărului și susțin că numai experiența proprie și acțiunea ce decurge din convingere au un sens fundamental în cunoașterea adevărului. Din acest punct de vedere, nu se admite existența unui mod general, abstract de gândire, în forma unui sistem structural. În locul acestuia, se folosesc de preferință forme literare ca aforismele, parabolele sau dialogurile.

### Alegere și Responsabilitate
Una din temele cele mai semnificative ale filosofiei existențiale este libertatea alegerii ca proprietate proeminentă a omului. Jean-Paul Sartre, reprezentantul principal al existențialismului francez, explică această proprietate prin faptul că - la om - existența este predecesoare esenței. De aceea, alegerea este determinantă pentru existența umană și de neevitat, pentru că și sustragerea de la o alegere, de la luarea unei decizii, este tot o alegere. Omul este ,,condamnat să fie liber". Atunci alegerea unui posibil act existențial, ca opțiune obligatorie, atrage după sine o răspundere copleșitoare pentru sine și pentru întreaga umanitate.

### Anxietate
După Kierkegaard, anxietatea (die Angst) ca experiență sensibilă - spaimă structurală în fața lumii - este de nedespărțit de ființa umană. În concepția lui Heidegger, anxietatea duce la confruntarea individului cu neantul, datorită imposibilității de a găsi o justificare acceptabilă pentru opțiunea aleasă. Sartre folosește, pe de o parte, noțiunea de ,,greață" (la nausée) pentru recunoașterea destinului întâmplător al universului, pe de altă parte, se referă la anxietate (l'angoisse) în fața libertății de alegere, cu care este confruntat omul.

## Filosofia existențială și Teologia
Deși filosofia existențială este impregnată în mare măsură de ateismul lui Sartre și agnosticismul lui Heidegger, pozițiile profund religioase ale lui Pascal și Kierkegaard au exercitat o influență importantă asupra gândirii teologice din secolul al XX-lea. În acest sens se poate înțelege tratarea rolului transcendenței și a limitelor experienței umane în filosofia lui Karl Jaspers. Protestanții germani Paul Tillich și Rudolf Bultmann, filosoful catolic francez Gabriel Marcel, ortodoxul rus Nikolai Berdiaiev au preluat ideile lui Kierkegaard, după care simțul datoriei și credibilitatea unei persoane reprezintă condițiile obligatorii ale credinței religioase.

## Filosofia existențială și Literatura
Cea mai însemnată personalitate a filosofiei existențiale în literatură a fost fără îndoială Fiodor Dostoievski, care în romanele și povestirile sale prezintă adesea, cu atitudine negativă, lupta autodistructivă a eroului pentru poziția sa în lume și față de Dumnezeu. Astfel, în Amintiri din casa morții, polemizează cu opinia optimistă a unui umanism rațional, iar în Crimă și pedeapsă prezintă lupta prin care este posibilă eliberarea de sine însuși a personajului și, implicit, a omenirii. În acest sens trebuie înțeleasă afirmația călugărului Alioșa din Frații Karamazov: „Trebuie să iubim mai mult viața decât semnificația ei”.
În romanele lui Franz Kafka, individul se vede confruntat cu formalismul amenințător și distructiv al societății. Și opera lui Albert Camus, care în Le Mythe de Sisyphe se confruntă cu acceptarea absurdității existenței umane, se încadrează în tematica filosofiei existențiale. În același sens trebuie înțelese piesele teatrului absurd (Samuel Beckett, Eugen Ionescu). În America, filosofia existențială a influențat operele unor scriitori, ca Norman Mailer, John Barth și Arthur Miller.